# الكيان الصهيوني

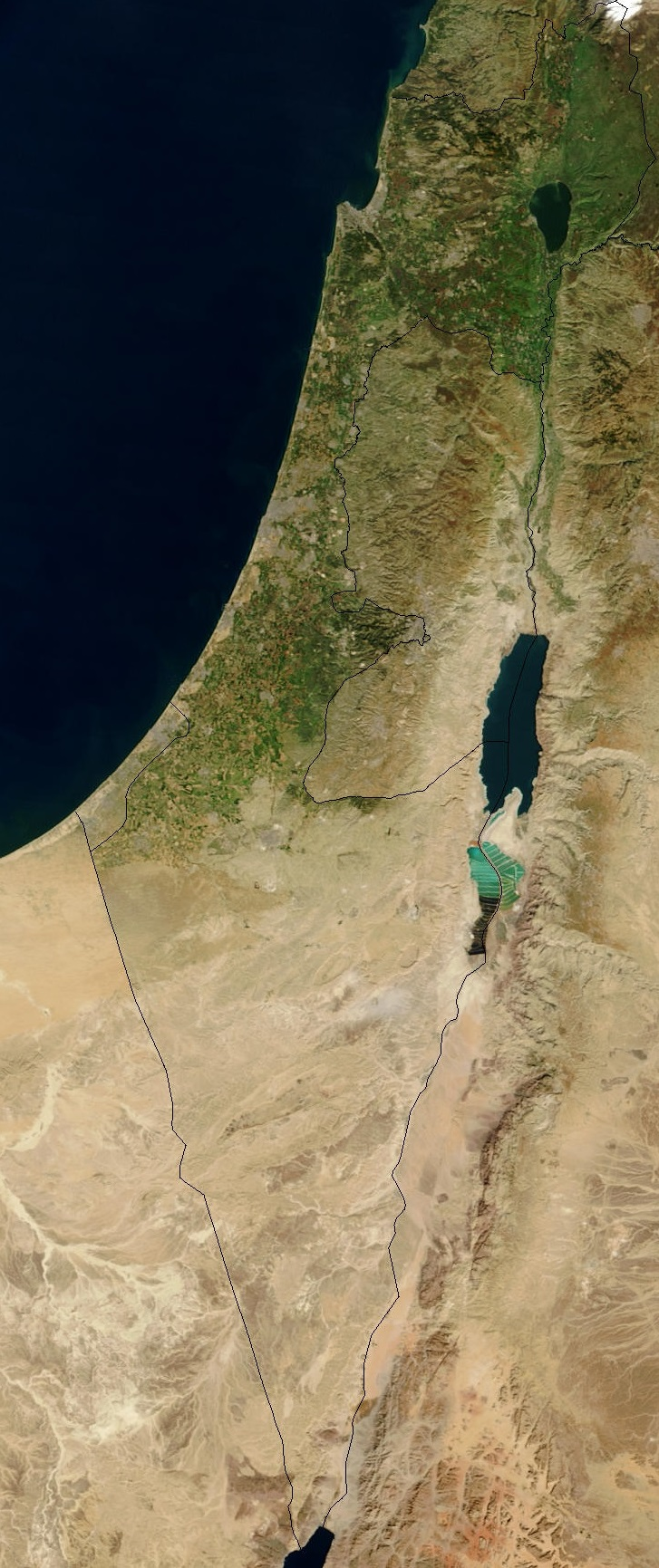

الكِيانُ الصُّهْيونِيّ والنِّظامُ الصُّهْيونِيّ مصطلحات لوصف ما يسمى إسرائيل يستخدمها معظم العرب والمسلمين. ويرى العديد من المعلقين أن هذه المصطلحات تستخدم في محاولة لنزع الشرعية عن إسرائيل من خلال التأكيد على الصهيونية، الحركة الوطنية اليهودية التي أدت إلى تأسيس إسرائيل.

## المعنى والقصد
يوصف المصطلح بأنه وسيلة للتعبير عن العداء لإسرائيل ورفض الإقرار بوجودها وحرمانها من شرعيتها أو حقها في الوجود. تقول «فيرجينيا ك. تيلي» أن المصطلح يعني ضمنا إدانة فكرة الدولة اليهودية، ولكن ليس بالضرورة الوجود اليهودي. يكتب ماثيو غراي أن المصطلح ينفي إسرائيل من وضع «الدولة»، ويؤكد على فلسفة إسرائيل الصهيونية. إن استخدامه من قبل الإعلام والقادة العرب، على الرغم من أن مصطلحات أخرى «مفيدة سياسيا» على حد سواء، «يعزز من موقف الدولة المناهض لإسرائيل ونظرتها إلى إسرائيل على أنها تهديد شرير». يقول داريل جودوك، واصفا إياها بأنها «لغة مهينة وغير مباشرة»، إن هدفها هو «حرمان إسرائيل من أي مكان في أسرة الأمم». وأشار إيريك سوندكويست إلى ذلك بأنه «لفظة مشتركة»، مشيرا إلى أنه «ردد وجهة النظر العربية، التي كررها المذهب الجوهري لمنظمة التحرير الفلسطينية، أن إسرائيل لم تكن دولة على الإطلاق، بل كانت عبارة عن زائدة استعمارية غير شرعية».

## الاستخدام

### في وسائل الإعلام
قبل عام 1967 كان مصطلح «الكيان الصهيوني» هو المصطلح المعتاد الذي يستخدمه العرب ووسائل الإعلام العربية للإشارة إلى إسرائيل، وكان له شعبية خاصة في البث الرسمي لمصر وسوريا والأردن خلال الستينات والسبعينات. وقد استمر استخدام هذا المصطلح منذ ذلك الوقت في الصحف المصرية، والصحافة السورية، و‌المنار في لبنان، ووسائل الإعلام الأردنية. وهو أيضا المصطلح الوحيد لإسرائيل المستخدم في إذاعة ميديتيراني، وهي محطة إذاعية فرنسية مع جمهور يومي يبلغ حوالي 600,000 شخص يوميا «معظمهم فرنسيون من أصل عربي».

### السياسي
تستخدم عبارة "الكيان الصهيوني" من قبل بعض الدول العربية، و"السياسيين والمثقفين في جميع أنحاء العالم العربي". يصفها لوتز إدزارد بأنها "المصطلح السياسي العربي التقليدي لإسرائيل"، مشيرا إلى أنها تستخدم في الوثائق الدولية العربية (خاصة العراقية). ووصف جوزيف نيفو إستخدامه في الأردن بأنه جزء من "الخطاب العربي ورفضه التقليدي لاستخدام مصطلح "إسرائيل". كتبت باربرا فيكتور الصحفية في الشرق الأوسط أنها عندما ذهبت إلى طرابلس في عام 1986 لمقابلة معمر القذافي، كان من غير القانوني استخدام أي مصطلح ما عدا "الكيان الصهيوني" للإشارة إلى إسرائيل. وقد أستخدمت بانتظام في الأمم المتحدة، من قبل (بين آخرين) ليبيا وسوريا والعراق واليمن ومنظمة التعاون الإسلامي. كما تستخدمه إيران، وجماعات مثل حزب الله، وسرايا القدس، وحماس، والسلطة الوطنية الفلسطينية، ومنظمة التحرير الفلسطينية. وقد أصبح استخدام الأخيرة له "أقل بروزا" في اواخر الثمانينات بعد إتفاقات كامب ديفيد واعتراف منظمة التحرير الفلسطينية باسرائيل، إلا أنه عاد إلى الظهور.
في أعقاب الثورة الإسلامية، كثيرا ما أشار القادة الإيرانيين إلى إسرائيل بوصفها «النظام الصهيوني».

### آخرين
في كتابه بعد السماء الاخيرة: حياة الفلسطينيين، إدوارد سعيد يكتب أن أحد الفوارق بين المواطنين الفلسطينيين في إسرائيل والفلسطينيين في المناطق الفلسطينية هو أن الأول كان يشير إلى إسرائيل «كدولة حقيقية، وليس 'الكيان الصهيوني'». ووصف في مقال لاحق استخدام العرب لهذه العبارة بأنها «سياسة حمقاء ومبددة».